# Cephaloscyllium hiscosellum
Cephaloscyllium hiscosellum és una espècie de peix de la família dels esciliorrínids i de l'ordre dels carcariniformes. Es troba a Austràlia.
És un peix marí de clima subtropical que viu entre 294-420 m de fondària. Els mascles poden assolir 46,3 cm de longitud total.